# Kaaks
Kaaks település Németországban, Schleswig-Holstein tartományban. Lakosainak száma 452 fő (2023. december 31.).

## Népesség
A település népességének változása:
| Lakosok száma | 377  | 437  | 442  | 432  | 435  | 452  |
|               | 1975 | 2017 | 2019 | 2021 | 2022 | 2023 |